# 힌두교의 붓다
붓다(산스크리트어: बुद्ध)는 힌두교의 바이슈나바 전통에 따라 신 비슈누의 10대 아바타라 중 아홉 번째 아바타라로 간주된다.
붓다는 힌두교의 기원에 있어서 형성적인 힘 중 하나였다. 수 세기 동안 지역 힌두교 경전들은 불교에 대한 다양한 견해를 제시했으며, 이는 불교와 브라만 전통 사이의 경쟁을 반영하는 것으로 보인다. 현대 힌두교에서 붓다는 일반적으로 "불교를 힌두교의 또 다른 형태"로 간주하는 힌두인들에 의해 숭배된다. 다른 힌두인들은 푸라나 경전을 참조하며 고타마 붓다를 비슈누의 아바타라로 동일시하는 것을 거부하고, 둘을 다른 인물로 식별한다.

## 비슈누의 아바타라

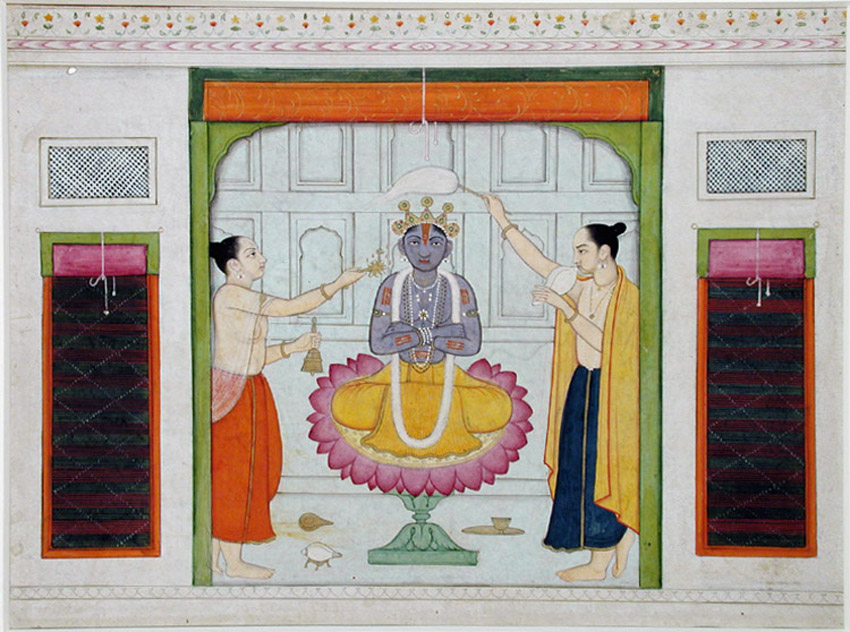
제자들에 둘러싸인 붓다로서의 비슈누

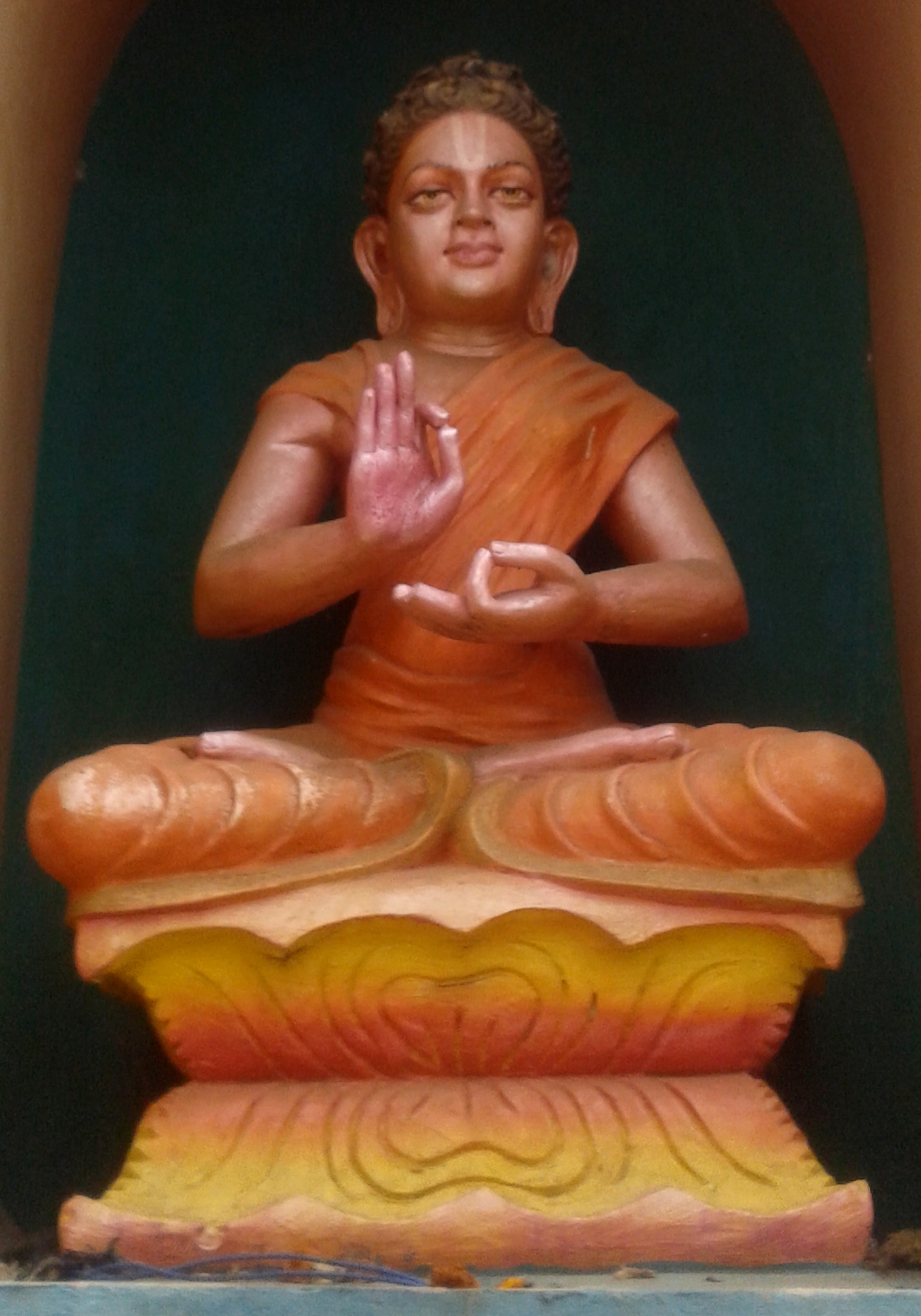
안드라프라데시의 드와라카 티루말라 사원의 아바타라 붓다

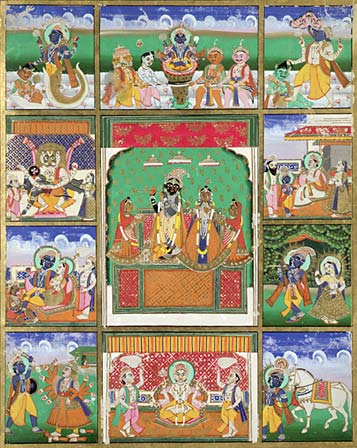
일부 힌두인들은 붓다(아래 중앙)를 비슈누의 10대 아바타라 중 하나로 간주한다.

붓다는 비슈누의 아홉 번째 아바타라로 간주되는 비슈누파 푸라나의 신화를 통해 비슈누교에 통합되었다. 아그니 푸라나에 따르면, 비슈누는 데바와의 전투에서 다이트야 (아수라족의 일종)가 승리했기 때문에 지구에 이 화신으로 강림했다. 자연의 질서를 회복하기 위해 그는 자신의 가르침으로 아수라들을 속였다. 이로 인해 아수라들은 베다에 의해 확립된 길을 버리고 불교로 개종하여 다르마가 없게 되었다. 이로 인해 그들은 칼리 유가 말기에 다슈 (비베다적이고 종종 적대적인 고대 인도 부족)가 되었다. 결과적으로, 그들은 선한 행동이 없는 채 나라카로 보내졌다. 더욱이, 붓다는 바르나의 혼합과 믈레차 (베다 문화에 대한 야만적이고 외세적인 세력)의 지배를 특징으로 하는 시대를 초래한다. 그 후, 전통에 따르면, 샹카라와 미래의 비슈누파 아차리야들이 유신론을 재확립하는 책임이 되었다.

### 연대기
힌두 신과 관련된 경전에 붓다를 채택하고 불교 경전에 힌두 신을 채택한 것은 연대기적으로 파악하기 어렵다. 도니거에 따르면, 붓다 아바타라 신화는 불교와 자이나교의 부상 (그리고 외세 침략자)에 의해 정통 브라만 베다 전통이 위협받던 굽타 이전 시대에 처음 나타났다. 도니거에 따르면, "힌두인들은 서기 450년과 6세기 사이에 붓다를 비슈누의 아바타라로 여기기 시작했으며," 이는 비슈누 푸라나 (400-500 CE)에서 처음 나타났다. 존 홀트에 따르면, "인도 왕권의 신화적 이데올로기 내에서 붓다가 '우주적 존재'로 대체된 것은 [...] 붓다가 브라만 비슈누 숭배에 통합되고 종속된 것과 거의 동시에 일어났다."

### 문학에서
붓다는 푸라나와 서사시에서 비슈누의 아바타라로 언급된다:
- 하리밤샤 (1.41)
- 비슈누 푸라나 (3.18)
- 바가바타 푸라나 (1.3.24, 2.7.37, 11.4.22)[web 1]
- 가루다 푸라나 (1.1, 2.30.37, 3.15.26)
- 아그니 푸라나 (16, 49.8)
- 나라디야 푸라나 (2.72)
- 링가 푸라나 (1.71)
- 파드마 푸라나 (3.252)[20]

그를 아바타라로 언급하는 또 다른 중요한 경전은 파라샤라의 브리하트 파라샤라 호라 샤스트라 (2:1-5/7)이다.
비슈누의 아바타라로서의 붓다는 우주적 순환의 일부이며, 이 순환에서 칼리 유가에는 다르마가 파괴되고, 비슈누가 칼키로 화신할 때 사트야 유가에 다시 회복된다. 바비시야 푸라나는 왕조 혈통에 대한 역사적 사실을 포함하며 다음과 같이 명시한다:
이때 칼리 시대를 상기하며, 비슈누 신은 고타마, 즉 샤캬무니로 태어나 10년 동안 불교 다르마를 가르쳤다. 그 후 슈도다나가 20년, 샤카심하가 20년 동안 통치했다. 칼리 유가의 첫 단계에서 베다의 길이 파괴되고 모든 사람이 불교도가 되었다. 비슈누에게 피난처를 구하는 자들은 미혹되었다.

13세기 이전의 일부 힌두 경전, 예를 들어 바가바타 푸라나는 붓다를 사람들을 억압하고 베다 의식을 행할 자격이 없던 아수라들을 베다 의식으로부터 멀어지게 하기 위해 태어난 존재로 묘사한다. 바가바타 푸라나 1.3.24:
그러면, 칼리 유가 초에, 데바들의 적을 혼란시키기 위해, [그는] 키카타에서 안자나의 아들, 붓다라는 이름으로 태어날 것이다.

스칸다 푸라나에서는 붓다가 바수데바의 화신 중 하나라고 언급되며, 우주를 매혹시키기 시작하여 의로움이 사라지고 부도덕이 만연하게 한다:
붓다가 됨으로써 나는 궤변과 속임수를 사용하여 베다 의식을 채택하고 세 세계를 괴롭힐 아수라들을 현혹할 것이다.— 스칸다 푸라나

마찬가지로 아치유타는 다음 생에 붓다가 될 것이다. 봄을 좋아하는 데바들의 우두머리인 마두의 살해자는 매우 고요할 것이다. 붓다의 형상을 한 파라메시타 주님과 함께 움직이는 것과 움직이지 않는 존재들로 이루어진 온 우주가 매혹될 것이다. 그때부터 오 바라타의 후손이여, 아들들은 아버지의 말에 귀 기울이지 않고, 친척들은 어른들의 말에 귀 기울이지 않으며, 학생들도 스승의 말에 귀 기울이지 않을 것이다. 모든 것이 뒤죽박죽이 될 것이다. 다르마는 아다르마에게 패배하고, 진실함은 거짓에, 왕은 도둑에게, 남자는 여자에게 패배할 것이다.— 스칸다 푸라나, 제151장

그의 아버지는 보통 불교 전통과 일치하는 슈도다나라고 불리지만, 몇몇 곳에서는 붓다의 아버지가 안자나 또는 지나라고 불린다. 이는 일부 경전에서 불교와 자이나교가 비슈누에 의해 악마들을 오도하는 데 사용되며, 붓다가 지나의 아들이라고 불릴 때 이름과 교리의 혼동이 나타나기 때문이다. 이는 붓다를 지나 (정복자)라고 부르는 불교 경전을 착각하여 모방한 것으로, 이 용어는 자이나교에서 더 자주 사용된다.
다른 경전에서는 그를 더 긍정적인 방식으로 묘사하는데, 모든 동물 살육을 막기 위해 태어났다고 한다. 붓다 숭배를 언급하는 몇몇 진술만 있는데, 예를 들어 바라하푸라나에서는 아름다움을 원하는 사람은 그를 숭배해야 한다고 명시한다. 14세기 이전의 일부 힌두 사원에는 붓다 부조가 비슈누의 다른 아바타라와 동일한 경외심으로 포함되어 있지만, 붓다는 비록 비슈누의 아바타라일지라도 힌두교에서 크리슈나나 라마처럼 거의 숭배되지 않는다.

### 불교적 영향의 동화
붓다의 채택은 불교의 측면을 힌두교의 영역으로 동화시키는 방법이기도 했을 수 있다. 웬디 도니거에 따르면, "헬무트 폰 글라제납은 이러한 발전을 평화적인 방식으로 불교를 흡수하려는 힌두의 욕망, 즉 불교도들을 비슈누파로 이끌고 인도의 중요한 이단이 존재할 수 있다는 사실을 설명하려는 욕망에 기인한다고 보았다."
도널드 스웨러에 따르면, 힌두교에서 붓다를 이해하는 것은 그의 더 넓고 다양한 영향의 일부이다. 스웨러는 심지어 불교 내에서도 붓다와 그의 사상이 상좌부 불교, 대승 불교, 티베트 불교, 일본 불교 및 기타 전통에서 다르게 개념화된다고 말한다. 마찬가지로, 힌두교의 다양한 전통(및 다른 곳)에서 붓다는 다른 방식으로 받아들여지고 해석된다.

### 절충주의
힌두교가 붓다를 아바타라로 채택한 것과 마찬가지로, 불교 전설도 자타카에서 크리슈나를 채택하여 크리슈나(비슈누 아바타라)가 붓다가 전생에서 만났고 가르쳤던 인물이라고 주장한다. 알프 힐테바이트와 다른 학자들에 따르면, 팔리 경전에서 발견되는 붓다 관련 자타카 이야기 중 일부는 힌두 전설을 비방적으로 왜곡한 것처럼 보이지만, 이는 고대 지역 전통과 두 인도계 종교 간의 초기 상호 작용의 복잡성을 반영할 수 있다.
불교 자타카 경전은 크리슈나-바수데바를 채택하여 그를 전생에서 붓다의 제자로 만들지만, 힌두 경전은 붓다를 채택하여 그를 비슈누의 아바타라로 만든다.
마찬가지로 다샤라타 자타카에서 붓다는 자신을 라마로 동일시한다.

### 거부
불교도들은 전통적으로 붓다가 비슈누의 아바타라임을 받아들이지 않는다. 1935년에 힌두교에서 불교로 개종하겠다는 의사를 밝혔고 약 20년 후에 개종한 인도 학자이자 달리트 지도자인 빔라오 람지 암베드카르는 붓다가 비슈누의 화신이라는 믿음을 거부했다.
암베드카르의 22가지 서원 중 5번째 서원은 다음과 같다:
 나는 붓다를 비슈누의 화신으로 믿지 않으며, 앞으로도 믿지 않을 것이다. 나는 이것이 순수한 광기와 거짓 선전이라고 믿는다. 
일부 현대 힌두인들도 푸라나 경전을 참조하며 고타마 붓다를 비슈누의 아바타라로 동일시하는 것을 거부한다. 가우디야 비슈누파 신학의 구루들은 바가바타 푸라나 (1.3.24)에서 "앙자나의 아들"은 앙자나에게서 태어난 비슈누 아바타라를 지칭하는 반면 (스티븐 나프에 따르면  기원전 1800년c.), 고타마는 마야와 슈도다나에게서 태어났다고 주장한다. 그들은 또한 아말라코샤와 다른 불교 경전에 근거하여 붓다의 별명인 수가타 붓다와 아디 붓다가 고타마 붓다가 아니라 비슈누 아바타라를 지칭한다고 주장한다. 바가바타 푸라나와 달리, R.S. 바타차리야는 칼키 푸라나 (2.7.44)가 마야데비를 붓다의 어머니로 언급한다고 지적한다.

1999년, 칸치의 샹카라인 스리 자옌드라 사라스와티는 위빠사나차리야 S. N. 고엔카와 공동 성명을 발표하며 다음과 같이 선언했다:
두 공동체(베다와 슈라마나 전통) 사이의 우호적인 관계를 증진시키기 위해 우리는 과거에 일어났던 일(되돌릴 수 없지만)은 잊고, 그러한 믿음(붓다가 비슈누의 아바타라라는 믿음)은 전파되지 않아야 한다고 결정한다. 
고바르단 피트의 샹카라차리야, 스와미 스리 니스찰라난다 사라스와티도 비슈누의 붓다 아바타라와 고타마 붓다가 다른 인물이라고 말했다.

## 도상학
아그니 푸라나는 붓다의 형상이 어떻게 표현되어야 하는지 설명한다:
붓다의 형상은 고요하고, 긴 귀를 가졌으며, 흰 피부를 하고, 옷을 입고, 꽃잎이 위로 향한 연꽃 위에 앉아 은혜와 보호를 베푸는 모습으로 만들어져야 한다.— 아그니 푸라나, 제49장, 8절

## 현대적 숭배

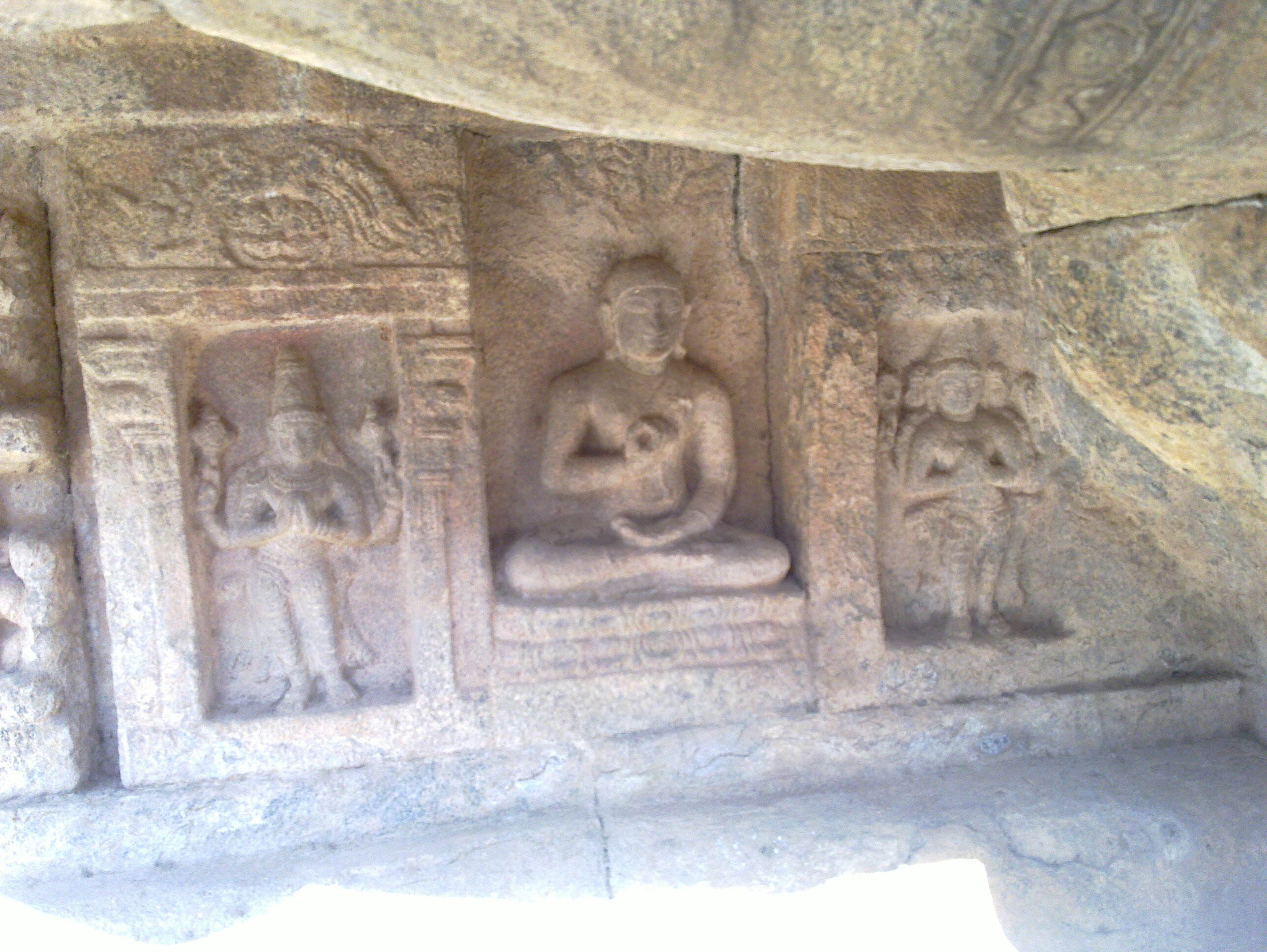
아이라바테스바라 사원의 아바타라 붓다

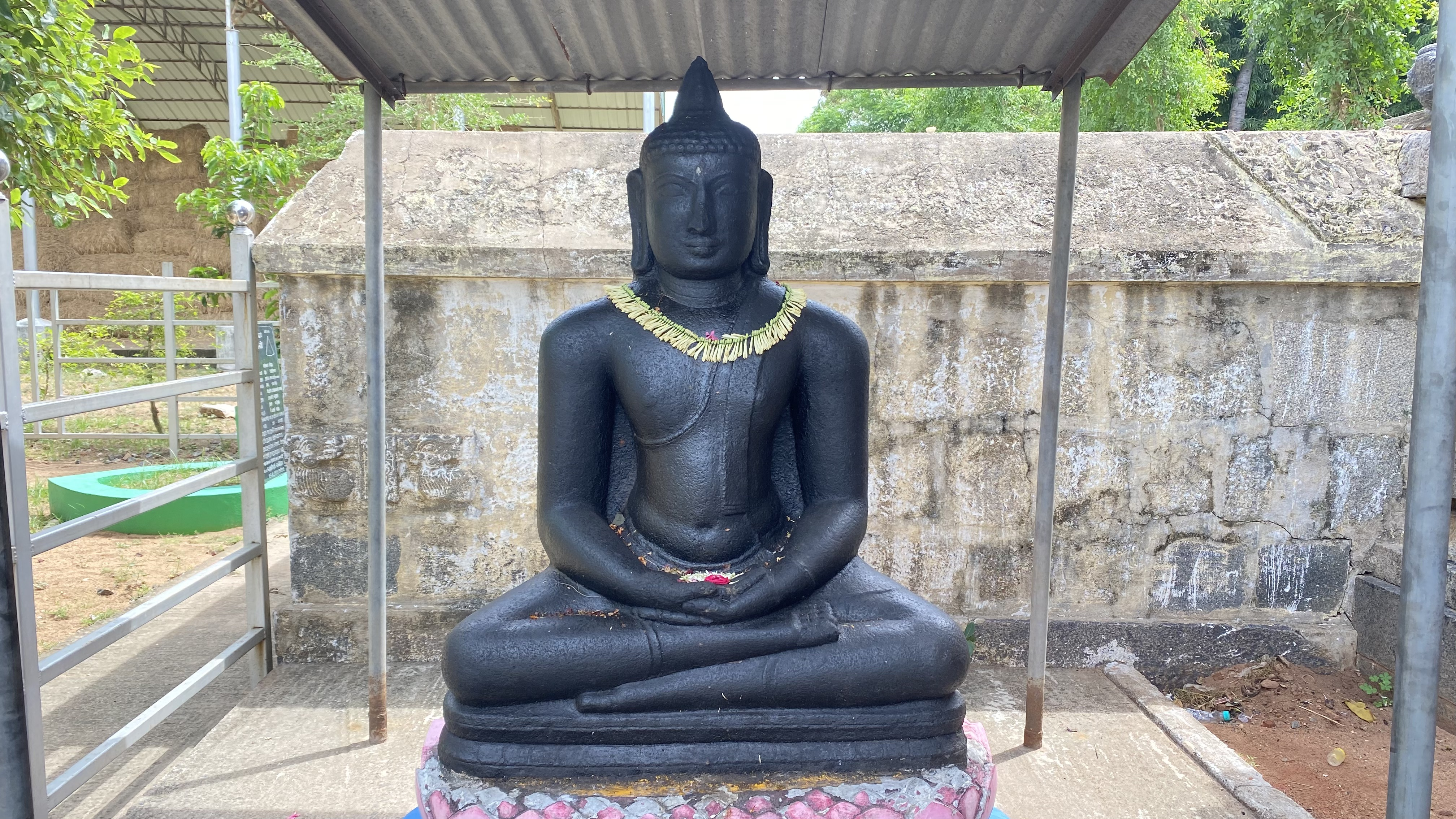
티루바티가이 비라테스바라 사원의 붓다 상

붓다는 인도에서 깨달음을 얻은 거룩한 존재로 여겨지고 숭배된다. 인도 밖에서는 일부 현대 힌두인들이 축제 기간 동안 다른 신들과 함께 붓다를 숭배한다.
사르베팔리 라다크리슈난과 비베카난다와 같은 저명한 현대 힌두교 지지자들은 붓다를 종교를 지탱하는 보편적 진리의 한 예시로 간주한다. 마하트마 간디를 포함한 현대 힌두교의 많은 혁명적인 인물들은 붓다의 삶과 가르침, 그리고 그가 시도한 많은 개혁에서 영감을 받았다. 스티븐 콜린스는 불교에 대한 이러한 힌두의 주장을, 인도에서의 기독교 선교 노력에 대한 반작용으로 "모든 종교는 하나"이며 힌두교만이 이 사실을 독특하게 인식한다는 것을 보여주려는 노력의 일부로 본다.
일부 힌두인들은 일반적으로 "불교를 힌두교의 또 다른 형태"로 간주한다. 인도, 스리랑카 및 남아시아 밖의 다양한 학자들은 식민지 시대와 현대의 힌두교에 붓다를 동화시키려는 시도가 민족주의적인 정치적 의제이며, "붓다는 인도의 역사와 문화에 대한 토착 민족주의적 이해의 상징으로 승리적으로 되찾아졌다"고 주장한다.
라르스 토레 플라텐에 따르면, 특히 힌두 민족주의자들의 문헌에서 나타나는 힌두의 인식은 "붓다가 그의 시대와 나라의 정신적 사상에서 벗어나지 않았다"는 것이며, 헤르만 올덴베르크 (1854-1920), 토마스 리스 데이비즈 (1843-1922), 사르베팔리 라다크리슈난 (1888-1975)과 같은 학자들이 "불교와 동시대 힌두교" 사이에 공통점이 많다고 주장한다. 그러나 현재 학술적 합의에서는 불교가 불교 이전의 인도 종교와 매우 다르다고 간주된다.

## 같이 보기
- 불교와 힌두교
- 다샤바타라
- 비슈누파

### 설명주
1. ↑  Coulter 2013, 109쪽: "일부에 따르면 붓다는 비슈누의 아홉 번째 아바타라이다. 불교도들은 이 이론을 받아들이지 않는다."
2. ↑  tataḥ kalau sampravṛtte sammohāya sura-dviṣām ।
:buddho nāmnāñjana-sutaḥ kīkaṭeṣu bhaviṣyati ॥
3. ↑  Von Glasenapp 1962 page 113, cited in Doniger O'Flaherty 1988, 206쪽
4. 1 2  크리슈나와 붓다는 454, 530, 536번과 같은 여러 자타카 이야기에서 상호 작용한다. 비슈누는 일부 불교 필사본에서 벤후로 나타나지만, 크리슈나만큼 일관되지는 않는다. 가타 자타카에서는 힌두 신 크리슈나가 미성숙한 인물로 묘사되고 붓다는 그에게 지혜를 가르친다.(Sullivan 1999, 103–105 with footnotes쪽)(Hiltebeitel 1990, 64–68쪽)
5. ↑  암베드카르는 힌두교도였고 새로운 형태의 불교를 시작하기 전에, 붓다의 가르침을 자신이 신승불교 (새로운 수단)라고 부르는 것으로 재해석했으며, 그 안에서 그는 그 가르침에 대한 마르크스주의적 해석을 발전시켰다. 그는 힌두교뿐만 아니라 상좌부 불교와 대승 불교도 비판하고 거부하는 불교의 새로운 버전을 설립하고 개종했는데, 암베드카르에 따르면 이들 모두 붓다를 오해했기 때문이다.[36][37][38]
6. ↑  보편적 진리:

  - 비베카난다: "힌두인의 브라흐만, 조로아스터교인의 아후라 마즈다, 불교인의 붓다, 유대인의 여호와, 기독교인의 하늘에 계신 아버지이신 분이 여러분의 고귀한 이상을 실현할 힘을 주시기를!"[51]
  - 라다크리슈난: "힌두인이 갠지스 강변에서 베다를 읊조리거나... 일본인이 붓다의 형상을 숭배하거나, 유럽인이 그리스도의 중재를 확신하거나, 아랍인이 모스크에서 꾸란을 읽는다면... 그것은 신에 대한 그들의 가장 깊은 이해와 신이 그들에게 가장 충만하게 계시된 것이다."[52]
7. ↑  이러한 인식은 예를 들어, 팔리 학자 리스 데이비즈의 불교: 고타마 붓다의 삶과 가르침에 대한 개요라는 저서에서의 분석을 인용한다. 그는 다음과 같이 썼다: "하지만 앞선 설명으로 나는 적어도 한 가지 오해를 제거하기를 바란다. 즉, 고타마가 힌두교의 적이었고, 그의 동포들의 감사함을 받는 주된 이유는 그가 불의와 압제, 사기의 체계를 파괴했기 때문이라는 통념 말이다. 이것은 사실이 아니다. 고타마는 힌두교인으로 태어나고 자랐으며, 살고 죽었다."[57] 옥스퍼드 교수이자 나중에 인도 대통령이 된 사르베팔리 라다크리슈난은 "사실, 붓다는 어디에서도 우파니샤드의 브라흐만, 즉 절대자의 개념을 부인하지 않았다"고 말하며, 붓다는 오히려 "우파니샤드의 입장을 받아들였다"고 한다.[58][59]
8. ↑  예를 들어, 인도학자 리처드 곰브리치는 붓다가 급진적인 종교 개혁가였으며, 불교가 생겨나기 전보다 종교적 실천과 구원을 더 개인적인 문제로 만들었다고 썼다.[60]
K.R. 노먼과 리처드 곰브리치와 같은 불교학자들은 붓다의 아낫따 이론이 실제로 브리하다란야카 우파니샤드에서 설명된 자아(아트만)가 보편적 자아, 즉 브라흐만이라는 브라만교적 신념에 확장된다고 주장한다.[61] 그들은 팔리 알라갓두파마-수타를 지적하며, 붓다는 개인이 온 세상의 고통을 경험할 수 없다고 주장한다.[62]

불교는 힌두교 및 다른 주요 인도 종교들과 마찬가지로 모든 것이 무상하다(아닛차)고 주장하지만, 그들과 달리 살아있는 존재에게 영구적인 자아나 영혼이 없다고도 주장한다(아낫따).[63][64][subnote 1] 무엇이든 영구적이라거나 어떤 존재 안에 자아가 있다는 무지 또는 오해는 불교에서 잘못된 이해이며, 집착과 괴로움(두카)의 주요 원인으로 간주된다.[65][66][67]

붓다는 환생의 개념을 지지하고 가르쳤다. 이것은 존재들이 유정한 삶의 여러 가능한 형태 중 하나로서, 각각 임신부터 죽음까지 이어지는 일련의 생을 겪는 과정을 의미한다.[68] 그러나 불교 사상에서는 힌두교나 자이나교와 달리 이 환생에 영혼이 관여하지 않는다.[69] 불교에 따르면 아트만 개념은 부정확하고 거짓이다.[subnote 2]

Subnotes
1. ↑  [a] Anatta, Encyclopædia Britannica (2013), Quote: "불교의 아낫따, 즉 인간에게 영구적이고 근본적인 영혼이 없다는 교리. 아낫따, 또는 아낫만 개념은 힌두교의 아트만("자아")에 대한 믿음에서 벗어난 것이다.";
[b] Steven Collins (1994), Religion and Practical Reason (Editors: Frank Reynolds, David Tracy), State Univ of New York Press, ISBN 978-0791422175, page 64; "불교 구원론의 핵심은 무아(팔리: 아낫따, 산스크리트: 아낫만, 아트만 개념은 브라만교 사상의 핵심이다) 교리이다. 아주 간단히 말하면, 이것은 인간에게 영혼, 자아, 불변하는 본질이 없다는 [불교] 교리이다.";
[c] John C. Plott et al (2000), Global History of Philosophy: The Axial Age, Volume 1, Motilal Banarsidass, ISBN 978-8120801585, page 63, Quote: "불교 학파는 어떤 아트만 개념도 거부한다. 우리가 이미 관찰했듯이, 이것이 힌두교와 불교 사이의 근본적이고 뿌리 깊은 차이점이다.";
[d] Katie Javanaud (2013), Is The Buddhist 'No-Self' Doctrine Compatible With Pursuing Nirvana?, Philosophy Now;
[e] David Loy (1982), Enlightenment in Buddhism and Advaita Vedanta: Are Nirvana and Moksha the Same?, International Philosophical Quarterly, Volume 23, Issue 1, pages 65–74
2. ↑  [a] Christmas Humphreys (2012). 《Exploring Buddhism》. Routledge. 42–43쪽. ISBN 978-1-136-22877-3.
[b] Brian Morris (2006). 《Religion and Anthropology: A Critical Introduction》. Cambridge University Press. 51쪽. ISBN 978-0-521-85241-8., Quote: "(...) 아낫따는 무아론이며, 불변하는 영구적인 자아의 개념은 허구이며 실체가 없다고 주장하는 극단적인 경험주의적 교리이다. 불교 교리에 따르면, 개인은 오온으로 구성된다 – 몸, 느낌, 인식, 충동, 그리고 의식. 이 오온 위에 자아나 영혼이 있다는 믿음은 환상이며 고통의 원인이다."
[c] Gombrich (2006), page 47, Quote: "(...) 붓다의 가르침은 존재에게 영혼, 즉 불변하는 본질이 없다는 것이다. 이 '무아설'(아낫따-바다)은 그의 두 번째 설법에서 설명되었다."

### 참조주
1. ↑  “Incarnations of Vāsudeva [Chapter 18]”. 2020년 3월 5일.
2. ↑  Cousins (1996), 57–63쪽.
3. ↑  Norman (1997), 33쪽.
4. ↑  Prebish (2008).
5. 1 2  Srinivasan 2011, 182쪽.
6. 1 2 3 4 5 6  Lochtefeld 2002, 73, 128쪽.
7. 1 2  Holt 2008, 18–21쪽.
8. 1 2  Holt, Kinnard & Walters 2012, 4, 95, 111쪽.
9. 1 2 3 4  Jones & Ryan 2006, 96쪽.
10. ↑  Holt 2008, 8–22쪽.
11. ↑  www.wisdomlib.org (2021년 11월 1일). “Manifestation of Viṣṇu as Buddha and Kalki [Chapter 16]”. 《www.wisdomlib.org》 (영어). 2022년 7월 17일에 확인함.
12. ↑  Cheetham, David; Pratt, Douglas; Thomas, David (November 2013). 《Understanding Interreligious Relations》 (영어). OUP Oxford. 49쪽. ISBN 978-0-19-964584-8.
13. ↑  Hazra, Rajendra Chandra (1987). 《Studies in the Purāṇic Records on Hindu Rites and Customs》 (영어). Motilal Banarsidass Publishers. 88–89쪽. ISBN 978-81-208-0422-7.
14. ↑  Debroy, Bibek (2022년 6월 30일). 《Vishnu Purana》 (영어). Penguin Random House India Private Limited. ISBN 978-93-5492-661-7.
15. ↑  Hazra, r c (1940). 《Studies In The Puranic Records On Hindu Rites And Customs》. 89쪽.
16. ↑  www.wisdomlib.org (2008년 6월 1일). “Buddha, Buḍḍha, Buddhā: 37 definitions”. 《www.wisdomlib.org》 (영어). 2022년 7월 17일에 확인함.
17. ↑  Doniger O'Flaherty 1988, 200쪽.
18. 1 2  Doniger O'Flaherty 1988, 188쪽.
19. ↑  Holt 2004, 12, 15쪽.
20. ↑  Dhere Ramchandra Chintaman, Shri Vitthal: ek maha samanvaya, Shri Vidya Prakashan, Pune, 1984 (Marathi)
21. ↑  Doniger O'Flaherty 1988, 198-203쪽.
22. ↑  Doniger O'Flaherty 1988, 202-203쪽.
23. ↑  www.wisdomlib.org (2020년 3월 5일). “Incarnations of Vāsudeva [Chapter 18]”. 《www.wisdomlib.org》 (영어). 2022년 7월 17일에 확인함.
24. ↑  www.wisdomlib.org (2020년 10월 22일). “The Greatness of Śvetavārāha Tīrtha [Chapter 151]”. 《www.wisdomlib.org》 (영어). 2022년 7월 17일에 확인함.
25. ↑  Doniger O'Flaherty 1988, 188-189쪽.
26. ↑  Singh, p.267
27. ↑  Kramrisch 1946, 349–350쪽.
28. ↑  Doniger O'Flaherty 1988, 204-211쪽.
29. ↑  Swearer 2016, 678–683쪽.
30. 1 2  Cowell & Rouse 1901, 57쪽.
31. ↑  Hiltebeitel 1990, 64–68쪽.
32. ↑  Daniel E Bassuk (1987). 《Incarnation in Hinduism and Christianity: The Myth of the God-Man》. Palgrave Macmillan. 40쪽. ISBN 978-1-349-08642-9.
33. ↑  Edward Geoffrey Parrinder (1997). 《Avatar and Incarnation: The Divine in Human Form in the World's Religions》. Oxford: Oneworld. 19–24, 35–38, 75–78, 130–133쪽. ISBN 978-1-85168-130-3.
34. ↑  Coulter 2013, 109쪽.
35. ↑  Michael Jerryson (2016). 《The Oxford Handbook of Contemporary Buddhism》. Oxford University Press. 47–48쪽. ISBN 978-0-19-936238-7.
36. ↑  Christopher Queen (2015).  Steven M. Emmanuel, 편집. 《A Companion to Buddhist Philosophy》. John Wiley & Sons. 524–529쪽. ISBN 978-1-119-14466-3.
37. ↑  Skaria, A (2015). 《Ambedkar, Marx and the Buddhist Question》. 《Journal of South Asian Studies》 38 (Taylor & Francis). 450–452쪽. doi:10.1080/00856401.2015.1049726., Quote: "여기 [신승불교]에서는 종교(특히 힌두교, 그리고 이전의 불교 전통들도)에 대한 비판뿐만 아니라 세속주의에 대한 비판도 있으며, 그 비판은 종교로 명확하게 표현된다."
38. ↑  Eleanor Zelliot (2015).  Knut A. Jacobsen, 편집. 《Routledge Handbook of Contemporary India》. Taylor & Francis. 13, 361–370쪽. ISBN 978-1-317-40357-9.
39. ↑  Bhagwat, Ramu (2001년 12월 19일). “Ambedkar memorial set up at Deekshabhoomi”. 《타임스 오브 인디아》. 2013년 10월 16일에 원본 문서에서 보존된 문서. 2013년 7월 1일에 확인함.
40. ↑  Motilal Banarsidass Publishers Private Limited (1950년 1월 1일). 《The Bhagavata-Purana》. 29쪽.
41. ↑  Gita Press. 《Bhagavata Purana》. 8–9쪽.
42. ↑  Vaswani, J. P. (2017년 12월 22일). 《Dasavatara》 (영어). Jaico Publishing House. ISBN 978-93-86867-18-6.
43. ↑  박티 프라즈난 케샤바 (2003). 〈Two Buddhas〉. 《Beyond Nirvana: The philosophy of Mayavadism: A life history》. Gaudiya Vedanta Publications. 42–49쪽.
44. ↑  박티 발라바 티르타. 〈Sri Buddha-Avatara〉. 《Dasavatara: Ten Manifestations of Godhead》. 184–197쪽.
45. ↑  Bhattacharya, R. S. (1982). 《Buddha as Depicted in the Puranas》. 391쪽. 2025년 2월 3일에 확인함. 칼키-푸. 2.7.44가 마야데비를 불교도들의 어머니로 간주하기 때문에 (मातरं बौद्धाः) 우리는 마야데비가 붓다의 어머니 이름이라는 것을 합리적으로 추론할 수 있다. 붓다 자신도 어머니의 이름이 마야데비라고 선언했다 (마하파다나-수탄타). 불교 전통과 사전들 (아마라코샤 1.1.15)은 이 견해를 지지한다.
46. ↑  Singh, Nagendra Kr; Mishra, A. P. (2005). 《Encyclopaedia of Oriental Philosophy and Religion: Christianity》 (영어). Global Vision Publishing House. ISBN 978-81-8220-071-5.
47. ↑  Gupta, Ravi M.; Valpey, Kenneth R. (2013년 3월 19일). 《The Bhāgavata Purāna: Sacred Text and Living Tradition》 (영어). Columbia University Press. 158쪽. ISBN 978-0-231-53147-4.
48. ↑  “शंकराचार्य ने भगवान बुद्ध व गौतम बुद्ध को बता दिया अलग-अलग व्यक्ति..जानिए”. 《Dainik Jagran》 (힌디어). 2021년 6월 12일에 확인함.
49. ↑  www.wisdomlib.org (2021년 11월 1일). “Characteristics of forms of 'Fish' etc. of Viṣṇu [Chapter 49]”. 《www.wisdomlib.org》 (영어). 2022년 7월 17일에 확인함.
50. ↑  Timothy P. Daniels (2005). 《Building Cultural Nationalism in Malaysia: Identity, Representation, and Citizenship》. Psychology Press. 129–130쪽. ISBN 978-0-415-94971-2.
51. ↑  Hinduism, in The World's Parliament of Religions, J. H. Barrows (Ed.), Vol. II, Chicago 1893, p. 978.
52. ↑  Eastern Religions and Western Thought, New York 1969, pp. 326–7.
53. ↑  “Mahatma Gandhi and Buddhism” (PDF). 2012년 7월 10일에 원본 문서 (PDF)에서 보존된 문서. 2012년 8월 14일에 확인함.
54. ↑  Steven Collins, Selfless Persons. Cambridge University Press, 1990, page 9.
55. ↑  John Clifford Holt (2008). 《The Buddhist Viṣṇu: Religious Transformation, Politics, and Culture》. Motilal Banarsidass. 18–23, 31–32쪽. ISBN 978-81-208-3269-5.
56. ↑  Lars Tore Flåten (2016). 《Hindu Nationalism, History and Identity in India: Narrating a Hindu past under the BJP》. Taylor & Francis. 90–93쪽. ISBN 978-1-317-20871-6.
57. ↑  K N Jayatilleke (2013). 《Early Buddhist Theory of Knowledge》. 라우틀리지 (Originally published in 1963). 369–370, see paragraph numbered 625쪽. ISBN 978-1-134-54287-1.
58. ↑  TRV Murti (1992).  Paul Arthur Schilpp, 편집. 《The Philosophy of Sarvepalli Radhakrishnan》. Motilal Banarsidass. 572–573쪽. ISBN 978-81-208-0792-1.
59. ↑  S Radhakrishnan, Indian Philosophy, Volume 1, George Allen, page 682
60. ↑  Gombrich, Richard F. (2006). 《Theravāda Buddhism: A Social History from Ancient Benares to Modern Colombo》 (PDF) 2판. 라우틀리지. 78쪽. ISBN 978-0-203-01603-9. 2017년 11월 17일에 원본 문서 (PDF)에서 보존된 문서. 2021년 6월 10일에 확인함.
61. ↑  Gombrich; Recovering the Buddha's Message © The Buddhist Forum, Vol I, Seminar Papers 1987–1988
62. ↑  Norman, KR; A note on Attā in the Alagaddūpama Sutta – 1981
63. ↑  Anatta Buddhism, Encyclopædia Britannica (2013)
64. ↑  [a] Christmas Humphreys (2012). 《Exploring Buddhism》. Routledge. 42–43쪽. ISBN 978-1-136-22877-3.
[b] Gombrich (2006), page 47, Quote: "(...) 붓다의 가르침은 존재에게 영혼, 즉 불변하는 본질이 없다는 것이다. 이 '무아설'(아낫따-바다)은 그의 두 번째 설법에서 설명되었다."
65. ↑  Brian Morris (2006). 《Religion and Anthropology: A Critical Introduction》. Cambridge University Press. 51쪽. ISBN 978-0-521-85241-8., Quote: "(...) 아낫따는 무아론이며, 불변하는 영구적인 자아의 개념은 허구이며 실체가 없다고 주장하는 극단적인 경험주의적 교리이다. 불교 교리에 따르면, 개인은 오온으로 구성된다 – 몸, 느낌, 인식, 충동, 그리고 의식. 이 오온 위에 자아나 영혼이 있다는 믿음은 환상이며 고통의 원인이다."
66. ↑  Richard Francis Gombrich; Cristina Anna Scherrer-Schaub (2008). 《Buddhist Studies》. Motilal Banarsidass. 209–210쪽. ISBN 978-81-208-3248-0.
67. ↑  Frank Hoffman; Deegalle Mahinda (2013). 《Pali Buddhism》. Routledge. 162–165쪽. ISBN 978-1-136-78553-5.
68. ↑  Keown, Damien (1996). 《Buddhism: A Very Short Introduction》. Oxford University Press. 107쪽.
69. ↑  Oliver Leaman (2002). 《Eastern Philosophy: Key Readings》. Routledge. 23–27쪽. ISBN 978-1-134-68919-4.